# Лукашівська сільська рада (Баришівський район)
| Лукашівська сільська рада — колишній орган місцевого самоврядування у Баришівському районі Київської області з адміністративним центром у с. Лукаші. Історична дата утворення: в 1921 році. Водоймища на території, підпорядкованій даній раді: річка Сухоберезиця. Сільській раді підпорядковані населені пункти: - с. Лукаші |

## Склад ради
Рада складалася з 16 депутатів та голови.

### Керівний склад ради
| ПІБ                          | Основні відомості                                                                             | Дата обрання | Дата звільнення |
| ---------------------------- | --------------------------------------------------------------------------------------------- | ------------ | --------------- |
| Журба Леонід Федорович       | Сільський голова, 1960 року народження, освіта вища                                           | 26.03.2006   | 01.02.2008      |
| Гавриленко Віктор Васильович | Сільський голова, 1962 року народження, освіта, член Всеукраїнського об'єднання «Батьківщина» | 01.06.2008   | 31.10.2010      |
| Гавриленко Віктор Васильович | Сільський голова, 1962 року народження, освіта вища, безпартійний                             | 31.10.2010   |                 |

Примітка: таблиця складена за даними джерела

## Населення
Згідно з переписом УРСР 1989 року чисельність наявного населення сільської ради становила 1323 особи, з яких 561 чоловік та 762 жінки.
За переписом населення України 2001 року в сільській раді мешкало 1286 осіб.

### Мова
Розподіл населення за рідною мовою за даними перепису 2001 року:
| Мова       | Відсоток |
| ---------- | -------- |
| українська | 98,84 %  |
| російська  | 1,16 %   |